# Coppa del Brasile 2001
La Coppa del Brasile 2001 (ufficialmente in portoghese Copa do Brasil 2001) è stata la 13ª edizione della Coppa del Brasile.
È stata la prima edizione nella quale la CBF ha deciso di non far partecipare le squadre qualificate per la Coppa Libertadores dello stesso anno.

## Formula
Partite a eliminazione diretta con gare di andata e ritorno. In caso di pareggio nei tempi regolamentari, passa la squadra che ha realizzato il maggior numero di gol fuori casa. Nel caso non sia possibile determinare un vincitore con la regola dei gol fuori casa, sono previsti i tiri di rigore.
Nei primi due turni (primo turno e sedicesimi di finale) se la squadra che gioca la prima partita in trasferta vince con 2 o più gol di scarto, è automaticamente qualificata al turno successivo senza dover disputare la gara di ritorno.

## Partecipanti
| Stato               | Squadra (Città)                     | Motivo qualificazione                                       |
| ------------------- | ----------------------------------- | ----------------------------------------------------------- |
| Acre                | Rio Branco-AC (Rio Branco)          | Vincitore del Campionato Acreano 2000                       |
| Alagoas             | ASA (Maceió)                        | Vincitore del Campionato Alagoano 2000                      |
| Alagoas             | CSA (Maceió)                        | Invito della CBF                                            |
| Amapá               | Santos-AP (Macapá)                  | Vincitore del Campionato Amapaense 2000                     |
| Amazonas            | Nacional-AM (Manaus)                | Vincitore del Campionato Amazonense 2000                    |
| Amazonas            | São Raimundo-AM (Manaus)            | Invito della CBF                                            |
| Bahia               | Vitória (Salvador)                  | Vincitore del Campionato Baiano 2000                        |
| Bahia               | Bahia (Salvador)                    | Partecipazione al Modulo Blu della Copa João Havelange      |
| Ceará               | Fortaleza (Fortaleza)               | Vincitore del Campionato Cearense 2000                      |
| Ceará               | Ceará (Fortaleza)                   | Invito della CBF                                            |
| Distretto Federale  | Gama (Gama)                         | Vincitore del Campionato Brasiliense 2000                   |
| Espírito Santo      | Desportiva (Cariacica)              | Vincitore del Campionato Capixaba 2000                      |
| Espírito Santo      | Cachoeiro (Cachoeiro de Itapemirim) | Vincitore del torneo di qualificazione dell'Espírito Santo  |
| Goiás               | Goiás (Goiânia)                     | Vincitore del Campionato Goiano 2000                        |
| Goiás               | Anapolina (Anápolis)                | Invito della CBF                                            |
| Goiás               | Vila Nova (Goiânia)                 | Invito della CBF                                            |
| Goiás               | Goiânia (Goiânia)                   | Invito della CBF                                            |
| Maranhão            | Moto Club (São Luís)                | Vincitore del Campionato Maranhense 2000                    |
| Maranhão            | Sampaio Corrêa (São Luís)           | Invito della CBF                                            |
| Mato Grosso         | Juventude-MT (Primavera do Leste)   | Vincitore del Campionato Matogrossense 2000                 |
| Mato Grosso         | Mixto (Cuiabá)                      | Invito della CBF                                            |
| Mato Grosso do Sul  | Comercial-MS (Campo Grande)         | Vincitore del Campionato Sul-Matogrossense 2000             |
| Mato Grosso do Sul  | Operário-MS (Campo Grande)          | Invito della CBF                                            |
| Minas Gerais        | Atlético Mineiro (Belo Horizonte)   | Vincitore del Campionato Mineiro 2000                       |
| Minas Gerais        | América-MG (Belo Horizonte)         | Invito della CBF                                            |
| Minas Gerais        | URT (Patos de Minas)                | Invito della CBF                                            |
| Minas Gerais        | Villa Nova (Nova Lima)              | Invito della CBF                                            |
| Pará                | Paysandu (Belém)                    | Vincitore del Campionato Paraense 2000                      |
| Pará                | Castanhal (Castanhal)               | Invito della CBF                                            |
| Pará                | Remo (Belém)                        | Invito della CBF                                            |
| Paraíba             | Treze (Campina Grande)              | Vincitore del Campionato Paraibano 2000                     |
| Paraíba             | Botafogo-PB (João Pessoa)           | Invito della CBF                                            |
| Paraná              | Athl. Paranaense (Curitiba)         | Vincitore del Campionato Paranaense 2000                    |
| Paraná              | Malutrom (São José dos Pinhais)     | Vincitore del Modulo Verde/Bianco della Copa João Havelange |
| Paraná              | Paraná (Curitiba)                   | Vincitore del Modulo Giallo della Copa João Havelange       |
| Paraná              | Coritiba (Curitiba)                 | Partecipazione al Modulo Blu della Copa João Havelange      |
| Pernambuco          | Sport Recife (Recife)               | Vincitore del Campionato Pernambucano 2000                  |
| Pernambuco          | Santa Cruz (Recife)                 | Partecipazione al Modulo Blu della Copa João Havelange      |
| Pernambuco          | Náutico (Recife)                    | Invito della CBF                                            |
| Piauí               | River (Teresina)                    | Vincitore del Campionato Piauiense 2000                     |
| Piauí               | Flamengo-PI (Teresina)              | Invito della CBF                                            |
| Rio de Janeiro      | Flamengo (Rio de Janeiro)           | Vincitore del Campionato Carioca 2000                       |
| Rio de Janeiro      | Botafogo (Rio de Janeiro)           | Partecipazione al Modulo Blu della Copa João Havelange      |
| Rio de Janeiro      | Fluminense (Rio de Janeiro)         | Partecipazione al Modulo Blu della Copa João Havelange      |
| Rio de Janeiro      | Americano (Campos)                  | Invito della CBF                                            |
| Rio Grande do Norte | ABC (Natal)                         | Vincitore del Campionato Potiguar 2000                      |
| Rio Grande do Norte | América-RN (Natal)                  | Invito della CBF                                            |
| Rio Grande do Sul   | Caxias (Caxias do Sul)              | Vincitore del Campionato Gaúcho 2000                        |
| Rio Grande do Sul   | Internacional (Porto Alegre)        | Partecipazione al Modulo Blu della Copa João Havelange      |
| Rio Grande do Sul   | Juventude (Caxias do Sul)           | Partecipazione al Modulo Blu della Copa João Havelange      |
| Rio Grande do Sul   | Grêmio (Porto Alegre)               | Partecipazione al Modulo Blu della Copa João Havelange      |
| Rondônia            | Guajará (Guajará-Mirim)             | Vincitore del Campionato Rondoniense 2000                   |
| Roraima             | Rio Negro-RR (Boa Vista)            | Vincitore del Campionato Roraimense 2000                    |
| San Paolo           | San Paolo (San Paolo)               | Vincitore del Campionato Paulista 2000                      |
| San Paolo           | Corinthians (San Paolo)             | Partecipazione al Modulo Blu della Copa João Havelange      |
| San Paolo           | Guarani (Campinas)                  | Partecipazione al Modulo Blu della Copa João Havelange      |
| San Paolo           | Ponte Preta (Campinas)              | Partecipazione al Modulo Blu della Copa João Havelange      |
| San Paolo           | Portuguesa (San Paolo)              | Partecipazione al Modulo Blu della Copa João Havelange      |
| San Paolo           | Santos (Santos)                     | Partecipazione al Modulo Blu della Copa João Havelange      |
| Santa Catarina      | Joinville (Joinville)               | Vincitore del Campionato Catarinense 2000                   |
| Santa Catarina      | Figueirense (Florianópolis)         | Invito della CBF                                            |
| Sergipe             | Sergipe (Aracaju)                   | Squadra indicata dalla Federazione calcistica Sergipana     |
| Sergipe             | Lagartense (Lagarto)                | Invito della CBF                                            |
| Tocantins           | Palmas (Palmas)                     | Vincitore del Campionato Tocantinense 2000                  |

## Risultati

### Primo turno
Andata 14, 15, 21 marzo e 4 aprile 2001, ritorno 21, 22, 28, 29 marzo e 11 aprile 2001.
| Squadra 1      | Totale      | Squadra 2        | Andata | Ritorno |
| -------------- | ----------- | ---------------- | ------ | ------- |
| Guajará        | 1-2         | Rio Branco-AC    | 1-1    | 0-1     |
| URT            | 2-3         | Mixto            | 2-1    | 0-2     |
| Desportiva     | 2-6         | Coritiba         | 2-3    | 0-3     |
| Nacional-AM    | 4-1         | Paysandu         | 3-0    | 1-1     |
| Malutrom       | 1-4         | Juventude-MT     | 1-0    | 0-4     |
| Goiânia        | 2-1         | América-MG       | 1-1    | 1-0     |
| Comercial-MS   | 2-5         | Juventude        | 2-0    | 0-5     |
| Figueirense    | 3-5         | Portuguesa       | 2-3    | 1-2     |
| Caxias         | 1-5         | Guarani          | 0-1    | 1-4     |
| Rio Negro-RR   | 1-8         | São Raimundo-AM  | 1-2    | 0-6     |
| Castanhal      | 1-9         | Ponte Preta      | 0-1    | 1-8     |
| Santos-AP      | 0-4         | Remo             | 0-1    | 0-3     |
| Sergipe        | 3-5         | Botafogo         | 2-3    | 1-2     |
| Anapolina      | 2-7         | Santos           | 1-2    | 1-5     |
| Moto Club      | 2-4         | Flamengo-PI      | 1-2    | 1-2     |
| Villa Nova     | 4-6         | Grêmio           | 3-2    | 1-4     |
| Americano      | 2-6         | Goiás            | 2-6    | -       |
| Palmas         | 0-2         | Gama             | 0-0    | 0-2     |
| Ceará          | 5-3         | Paraná           | 3-1    | 2-2     |
| América-RN     | 1-4         | Bahia            | 1-4    | -       |
| River          | 0-2         | Flamengo         | 0-2    | -       |
| Cachoeiro      | 1-3         | Fluminense       | 0-1    | 1-2     |
| Treze          | 2-2 2-3 dcr | Athl. Paranaense | 2-0    | 0-2     |
| Sampaio Corrêa | 0-2         | Fortaleza        | 0-2    | -       |
| ASA            | 2-4         | Vitória          | 1-2    | 1-2     |
| Operário-MS    | 0-6         | Atlético Mineiro | 0-6    | -       |
| Botafogo-PB    | 0-11        | San Paolo        | 0-1    | 0-10    |
| Joinville      | 1-3         | Corinthians      | 1-3    | -       |
| Vila Nova      | 4-6         | Internacional    | 3-3    | 1-3     |
| Lagartense     | 4-5         | Santa Cruz       | 1-2    | 3-3     |
| CSA            | 4-4 gfc     | Sport Recife     | 3-4    | 1-0     |
| Náutico        | 2-4         | ABC              | 2-2    | 0-2     |

### Sedicesimi di finale
Andata 14, 22, 28, 29 marzo e 11 aprile 2001, ritorno 4, 5, 11 e 18 aprile 2001.
| Squadra 1       | Totale  | Squadra 2        | Andata | Ritorno |
| --------------- | ------- | ---------------- | ------ | ------- |
| Ponte Preta     | 2-0     | Gama             | 0-0    | 2-0     |
| São Raimundo-AM | 2-3     | Portuguesa       | 1-0    | 1-3     |
| Goiânia         | 1-4     | Corinthians      | 0-1    | 1-3     |
| Remo            | 4-2     | Botafogo         | 2-1    | 2-1     |
| Guarani         | 0-2     | Athl. Paranaense | 0-2    | -       |
| Juventude       | 4-1     | Mixto            | 3-0    | 1-1     |
| Nacional-AM     | 3-4     | Coritiba         | 2-2    | 1-2     |
| Goiás           | 5-3     | Atlético Mineiro | 3-1    | 2-2     |
| Juventude-MT    | 4-4 gfc | Fluminense       | 4-1    | 0-3     |
| Rio Branco-AC   | 0-3     | Vitória          | 0-0    | 0-3     |
| Ceará           | 2-4     | San Paolo        | 2-4    | -       |
| Bahia           | 4-0     | Santos           | 2-0    | 2-0     |
| Fortaleza       | 1-0     | Internacional    | 1-0    | 0-0     |
| Santa Cruz      | 2-3     | Grêmio           | 1-0    | 1-3     |
| Flamengo-PI     | 2-1     | Sport Recife     | 2-0    | 0-1     |
| ABC             | 1-3     | Flamengo         | 1-3    | -       |

### Ottavi di finale
Andata 26 aprile, 2 e 3 maggio 2001, ritorno 9 e 10 maggio 2001.
| Squadra 1        | Totale      | Squadra 2   | Andata | Ritorno |
| ---------------- | ----------- | ----------- | ------ | ------- |
| Remo             | 4-6         | Ponte Preta | 3-2    | 1-4     |
| San Paolo        | 5-0         | Vitória     | 3-0    | 2-0     |
| Goiás            | 4-5         | Coritiba    | 1-1    | 3-4     |
| Flamengo         | 3-3 3-2 dcr | Juventude   | 2-1    | 1-2     |
| Flamengo-PI      | 1-11        | Corinthians | 1-8    | 0-3     |
| Grêmio           | 1-0         | Fluminense  | 1-0    | 0-0     |
| Athl. Paranaense | 4-2         | Portuguesa  | 3-1    | 1-1     |
| Bahia            | 0-3         | Fortaleza   | 0-0    | 0-3     |

### Quarti di finale
Andata 16 e 17 maggio 2001, ritorno 23 maggio 2001.
| Squadra 1   | Totale | Squadra 2        | Andata | Ritorno |
| ----------- | ------ | ---------------- | ------ | ------- |
| Coritiba    | 4-3    | Flamengo         | 3-2    | 1-1     |
| Grêmio      | 6-4    | San Paolo        | 2-1    | 4-3     |
| Fortaleza   | 3-5    | Ponte Preta      | 1-0    | 2-5     |
| Corinthians | 1-0    | Athl. Paranaense | 0-1    | 1-0     |

### Semifinali
Andata 30 maggio e 3 giugno 2001, ritorno 6 giugno 2001.
| Squadra 1   | Totale | Squadra 2   | Andata | Ritorno |
| ----------- | ------ | ----------- | ------ | ------- |
| Grêmio      | 4-1    | Coritiba    | 3-1    | 1-0     |
| Ponte Preta | 0-5    | Corinthians | 0-2    | 0-3     |

### Finale

#### Andata
| Arbitro: | Rezende de Freitas |

| |            | |
| Luís Mário 63’ 70’ | Marcatori  | 29’ Marcelinho Carioca 61’ Müller |
| · Danrlei P · Marinho D · Mauro Galvão D · Roger D · Ânderson Polga D · Ânderson Lima D · Eduardo Costa C · Tinga C · Zinho C · Rubens Cardoso C · Luís Mário A · Warley A · Cláudio Pitbull A | Formazioni | · P Maurício · D Rogério · D João Carlos · D Scheidt · D Kléber · C Otacílio · C André Luiz · A Gil · C Marcelinho Carioca · C Pereira · C Ricardinho · A Müller · C Marcos Senna · A Ewerthon |
| Tite | Allenatori | Luxemburgo |

#### Ritorno
| Arbitro: | Pereira da Silva |

| |            | |
| Ewerthon 75’ | Marcatori  | 45’ Marinho 47’ Zinho 87’ Marcelinho Paraíba |
| · Maurício P · Rogério D · Andrezinho C · 70’ Scheidt D · João Carlos D · Kléber D · Otacílio C · Marcos Senna C · Pereira C · Ricardinho C · Marcelinho Carioca C · Müller A · Gil A · Ewerthon A | Formazioni | · P Danrlei · D Marinho · D Mauro Galvão · D Alex Xavier · D Roger · D Ânderson Lima · D Itaqui · C Ânderson Polga · C Tinga · C Zinho · C Rubens Cardoso · A Luís Mário · C Fábio Baiano · A Marcelinho Paraíba |
| Luxemburgo | Allenatori | Tite |

Grêmio vincitore della Coppa del Brasile 2001 e qualificato per la Coppa Libertadores 2002.

## Classifica marcatori
| Pos. | Giocatore          | Squadra     | Gol |
| ---- | ------------------ | ----------- | --- |
| 1    | Washington         | Ponte Preta | 11  |
| 2    | França             | San Paolo   | 8   |
| 3    | Ewerthon           | Corinthians | 7   |
| 4    | Marcelinho Carioca | Corinthians | 6   |
| 4    | Zinho              | Grêmio      | 6   |
| 6    | Luís Fabiano       | San Paolo   | 5   |
| 6    | Marcelinho Paraíba | Grêmio      | 5   |
| 6    | Ricardo Oliveira   | Portuguesa  | 5   |